# 德文特·卡库克
德文特·凱文·卡庫克（英語：Devontae Calvin Cacok，1996年10月8日—），美國NBA聯盟職業籃球運動員，現效力於NBA球隊聖安東尼奧馬刺。湖人在2019年12月11日以一份雙向合約簽下卡庫克。